# Österunda kyrka

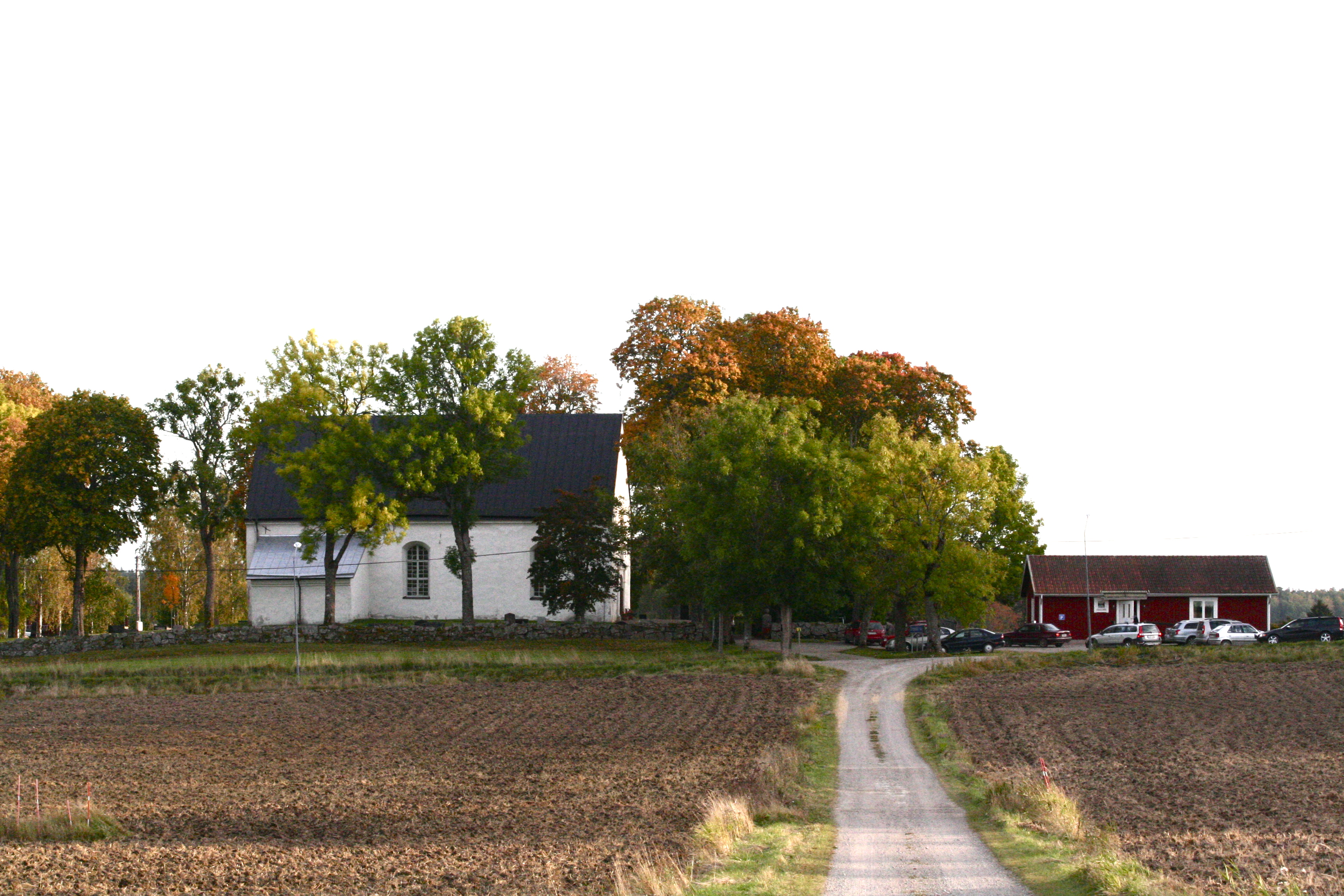
Österunda kyrka från norr

Österunda kyrka är en kyrkobyggnad i Uppsala stift som tillhör Fjärdhundra församling. Före församlingssammanslagningen 2006 ingick kyrkan i Österunda församling.

## Kyrkobyggnaden
Kyrkan består av ett rektangulärt långhus med rakt avslutat korparti, en sakristia i norr och ett vapenhus i söder. Den vitputsade kyrkan är huvudsakligen byggd av natursten. Yttertaken utgörs av sadeltak, förutom sakristian som täcks av ett pulpettak. Ingång till kyrkorummet sker via vapenhuset samt direkt från västgaveln.

## Historik
Kyrkan uppfördes troligen under senare delen av 1200-talet eller under 1300-talets början. Den bestod då av långhus, kor och sakristia. Eventuellt har sakristian tillkommit något senare. Långhus och kor hade ursprungligen höga tunnvalv av trä, som vid 1400-talets slut ersattes av tre stjärnvalv i tegel. Vapenhuset tillkom antagligen några decennier tidigare. De största förändringarna av exteriören sedan senmedeltiden skedde under 1700-talet. På 1750-talet förstorades fönstren. Det nuvarande taket härrör från reparationsarbeten 1781, gavlarna var ursprungligen högre och spetsigare. Vid samma tillfälle togs en ny portal upp i västgaveln. Vapenhusets blinderingar frilades vid en omfattande restaurering 1961 - 1962 under ledning av arkitekten C. O. Deurell. Restaureringen omfattade bland annat omgestaltning av västpartiet under läktaren, nytt golv och nya bänkar. Vidare togs kalkmålningarna från 1400-talet fram så långt det var möjligt. Målningarna består av två lager, ett äldre och ett yngre. Hela kyrkan var en gång dekorerad, men nu återstår bara fragment. Bland dessa finns en unik svit med bilder ur S:t Henriks legend.

## Inventarier
- Dopfunten av kalksten är från mitten av 1200-talet. Cuppan är ursprunglig medan foten tillverkades 1964.
- Predikstolen från 1755 är en privat gåva till kyrkan. En gåva av Johan Daniel Kusell och hans maka Anna Christina Hermodia på Mjölkebo gård. Dess korg har en skuren och förgylld relief som skildrar Kristi förklaring.
- Ett medeltida sakramentsskåp står i sakristian.

### Orgel
- 1815 byggde Anders Svanström, Strängnäs en orgel.
- 1844 byggde Pehr Gullbergson, Lillkyrka en mekanisk orgel med slejflådor. Tonomfånget är 54/27 (ursprungligen 51/18). Orgeln renoverades 1962 av Gustaf Hagström Orgelverkstad AB, Härnösand. Fasaden är från 1844.

| Manual         | Pedal               | Koppel          |
| Principal 8'   | Subbas 16' (1962)   | Man/Ped. (1962) |
| Dubbelfleut 8' | Gedackt 8' (1962)   |                 |
| Vox candida 8' | Nachthorn 4' (1962) |                 |
| Fugara 8'      |                     |                 |
| Oktava 4'      |                     |                 |
| Fleut 4'       |                     |                 |
| Kvinta 3'      |                     |                 |
| Octava 2'      |                     |                 |

## Omgivning
- Nordväst om kyrkan, utanför kyrkogårdsmuren, står en klockstapel, uppförd 1765 av verkmästaren Strandberg från Sala.
- Invid kyrkan ligger en före detta klockargård från 1800-talets första hälft.